# Gare de Wacquemoulin
La gare de Wacquemoulin est une gare ferroviaire française de la ligne d'Ormoy-Villers à Boves, située sur la commune de Wacquemoulin dans le département de l'Oise, en région Hauts-de-France. 
C'est une halte ferroviaire de la Société nationale des chemins de fer français (SNCF) desservie par des trains TER Hauts-de-France.

## Situation ferroviaire
Établie à 82 m d'altitude, la gare de Wacquemoulin est située au point kilométrique (PK) 98,3 de la ligne d'Ormoy-Villers à Boves, entre les gares ouvertes d'Estrées-Saint-Denis et de Tricot.

## Service des voyageurs

### Accueil

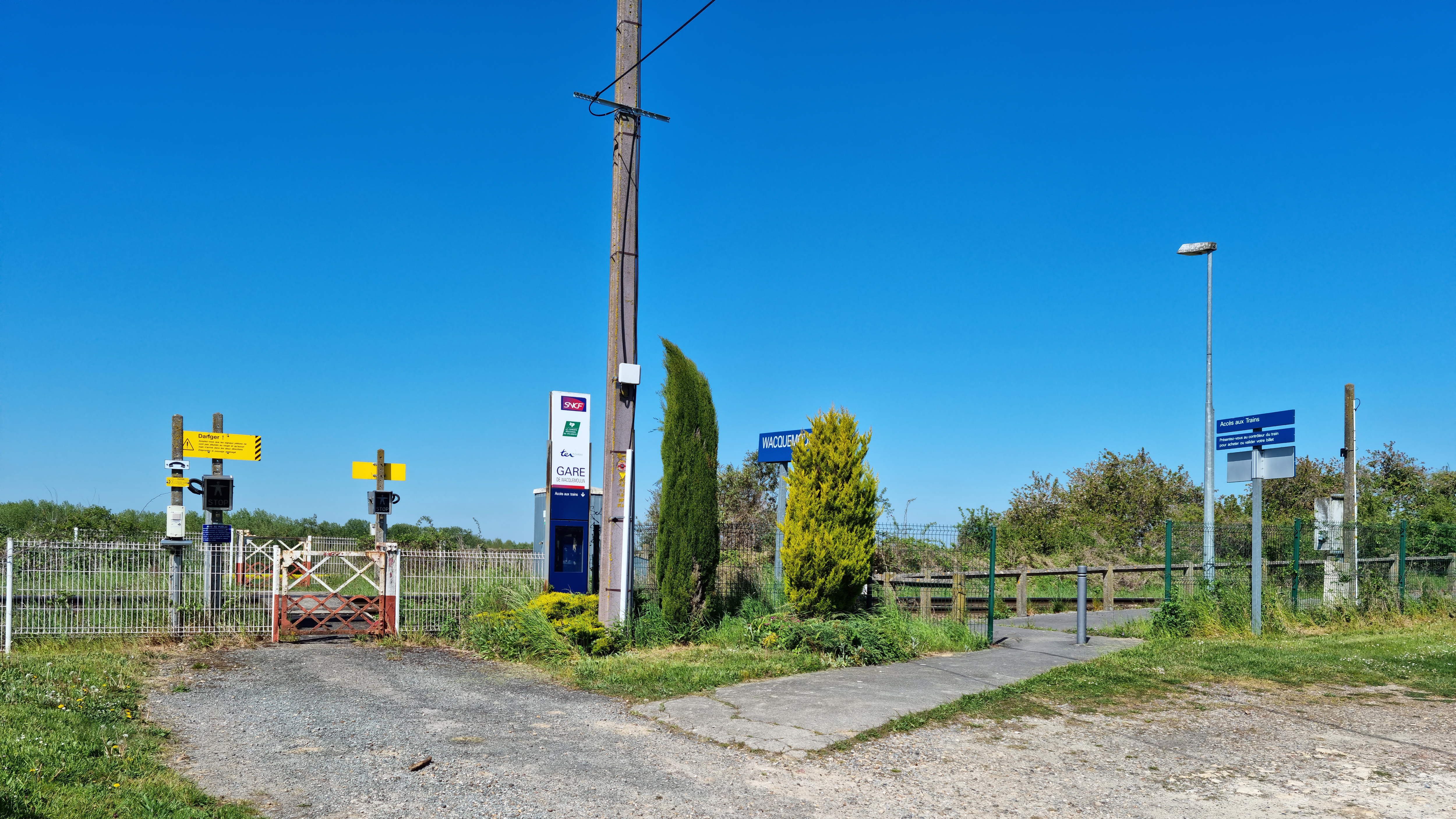
Accès de la halte.

Halte SNCF, c'est un point d'arrêt non géré (PANG) à entrée libre.

### Desserte
Wacquemoulin est desservie par des trains TER Hauts-de-France qui effectuent des missions entre les gares Amiens et de Compiègne. En 2009, la fréquentation de la gare était de 10 voyageurs par jour.

### Intermodalité
Le stationnement des véhicules est possible à proximité de la halte.